# Neptunium(III)-bromid
Neptunium(III)-bromid ist eine chemische Verbindung aus den Elementen Neptunium und Brom. Es besitzt die Formel NpBr3 und gehört zur Stoffklasse der Bromide.

## Darstellung
Neptunium(III)-bromid kann durch Reaktion von Neptunium(IV)-oxid (NpO2) mit Aluminiumbromid (AlBr3) hergestellt werden.
{\displaystyle {\ce {6 NpO2 + 8 AlBr3 -> 6 NpBr3 + 4 Al2O3 + 3 Br2}}}

## Eigenschaften

### Physikalische Eigenschaften
Neptunium(III)-bromid ist ein grüner Feststoff. Es kristallisiert in zwei verschiedenen Formen:
- α-NpBr3 im hexagonalen Kristallsystem in der Raumgruppe P63/m (Nr. 176) mit den Gitterparametern a = 791,7 pm und c = 438,2 pm.[3] Es ist isostrukturell zum Uran(III)-chlorid.
- β-NpBr3 im orthorhombischen Kristallsystem (Plutonium(III)-bromid-Typ) in der Raumgruppe Ccmm (Nr. 63, Stellung 2) mit den Gitterparametern a = 411 pm, b = 1265 pm und c = 915 pm und vier Formeleinheiten pro Elementarzelle.[3] Es ist isostrukturell zu den Bromiden der Actinoidenelemente Plutonium bis Californium.

Das ebenfalls grüne Hexahydrat hat eine monokline Kristallstruktur mit der Raumgruppe P2/n (Nr. 13, Stellung 2).

### Chemische Eigenschaften
Ein Erhitzen von Neptunium(III)-bromid mit überschüssigem Brom bei 425 °C führt zum Neptunium(IV)-bromid (NpBr4).
{\displaystyle {\ce {2 NpBr3 + Br2 -> 2 NpBr4}}}

## Sicherheitshinweise
Einstufungen nach der CLP-Verordnung liegen nicht vor, weil diese nur die chemische Gefährlichkeit umfassen und eine völlig untergeordnete Rolle gegenüber den auf der Radioaktivität beruhenden Gefahren spielen. Auch Letzteres gilt nur, wenn es sich um eine dafür relevante Stoffmenge handelt.